# Miloš Teodosić
Miloš Teodosić (Valjevo, 19 de març de 1987), és un jugador de bàsquet serbi. Mesura 1,96 metres, juga en la posició de base i destaca per la seva gran habilitat de passada i tir exterior.

## Trajectòria
Teodosić havia jugat al FMP Zeleznik i al Borac Čačak abans de signar per l'Olympiacos l'any 2007. Després de jugar quatre temporades amb l'equip grec va signar un contracte amb el PBC CSKA Moscou de cara a la temporada 2011-2012. L'agost de 2013 va decidir seguir amb el conjunt rus tot i que alguns mitjans van especular amb la possibilitat que canviés d'equip.

## Selecció Nacional de Sèrbia

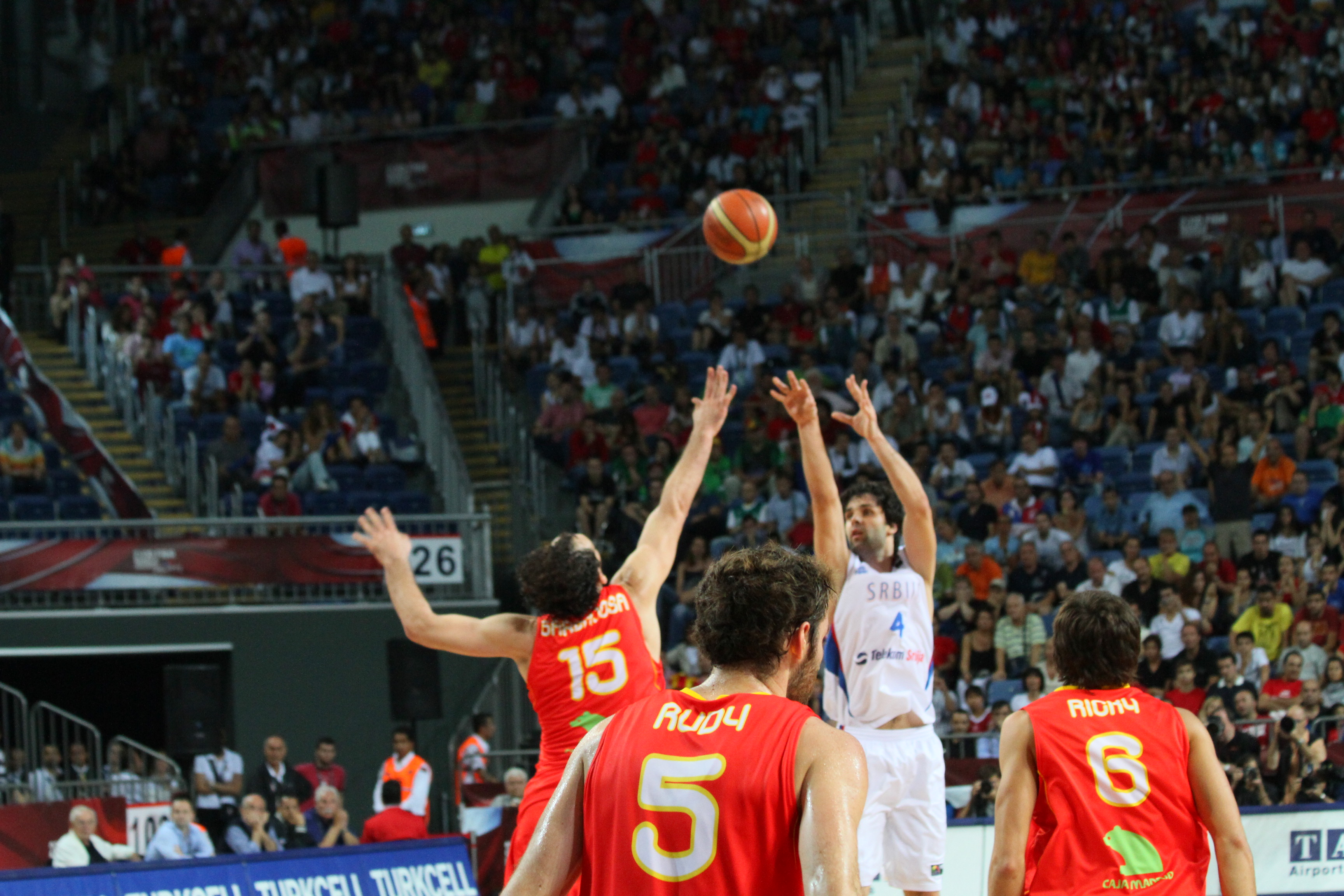
El triple contra Espanya del Mundial de Turquia

Teodosić ha estat membre de les diferents seleccions sèrbies en categories inferiors. Ha guanyat la medalla d'or amb Sèrbia en el Campionat d'Europa sub-16 l'any 2003. També va guanyar la medalla d'or al Campionat d'Europa sub-18 l'any 2005. Va ser nomenat MVP del campionat d'Europa sub-20 l'any 2007, on Sèrbia també va guanyar l'or.
Actualment juga amb la selecció de bàsquet de Sèrbia absoluta. Va jugar el campionat absolut amb Sèrbia a l'Eurobasket 2007 i també l'Eurobasket 2009, on la seva selecció va arribar a la final i va ser nomenat membre del quintet ideal del torneig. En el Mundial de bàsquet de Turquia 2010, quan faltaven 3 segons va convertir un triple des d'una distància de 8 metres per desfer l'empat a 89 contra Espanya, guanyant el partit per 92-89, i passant a semifinals.

## Vida personal
Teodosić actualment manté una relació amb la jugadora sèrbia de voleibol Maja Ognjenovic. El seu germà gran, Jovan, és també un jugador professional de bàsquet. S'ha declarat fan de l'Estrella Roja de Belgrad, però malgrat els intents del club serbi per contractar-lo, Teodosić va fitxar per l'Olympiacos davant d'una oferta irrebutjable del club grec.